# 3rd Dragoon Guards

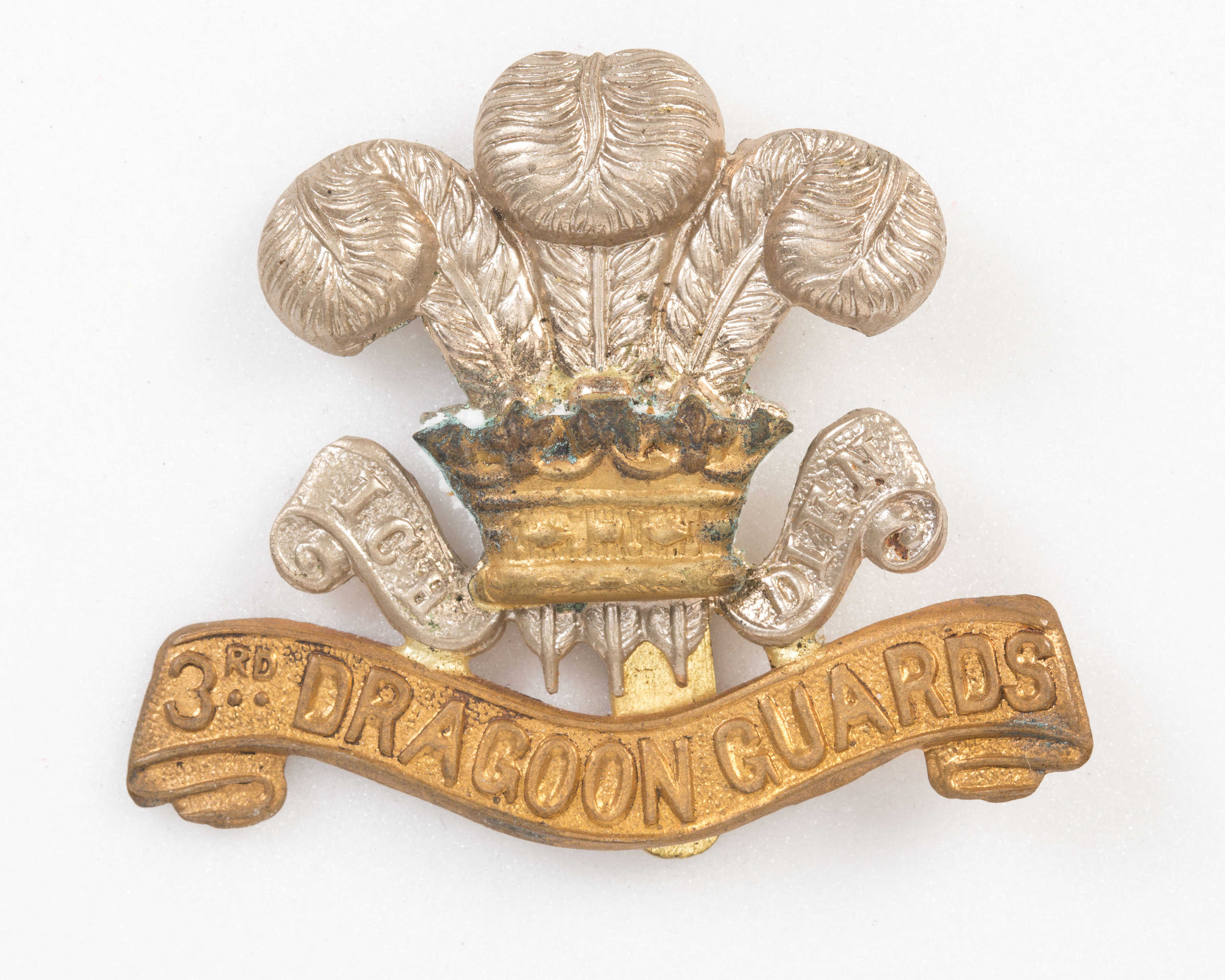
Mützenabzeichen der 3rd Dragoon Guards

Die 3rd (Prince of Wales’s) Dragoon Guards waren ein Kavallerieregiment der britischen Armee, das von 1685 bis 1922 bestand.

## Geschichte

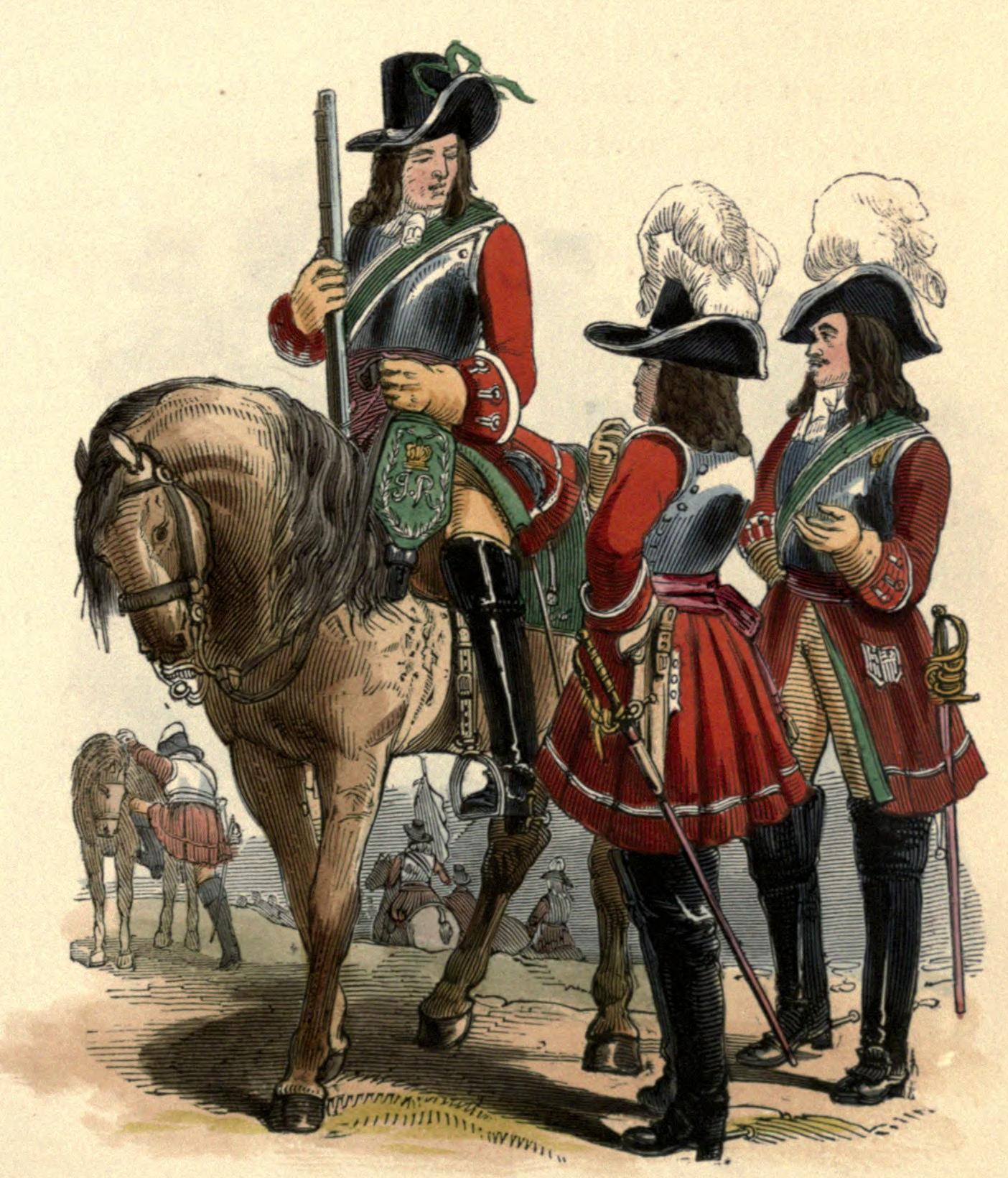
Soldaten des 4th Regiment of Horse, 1687

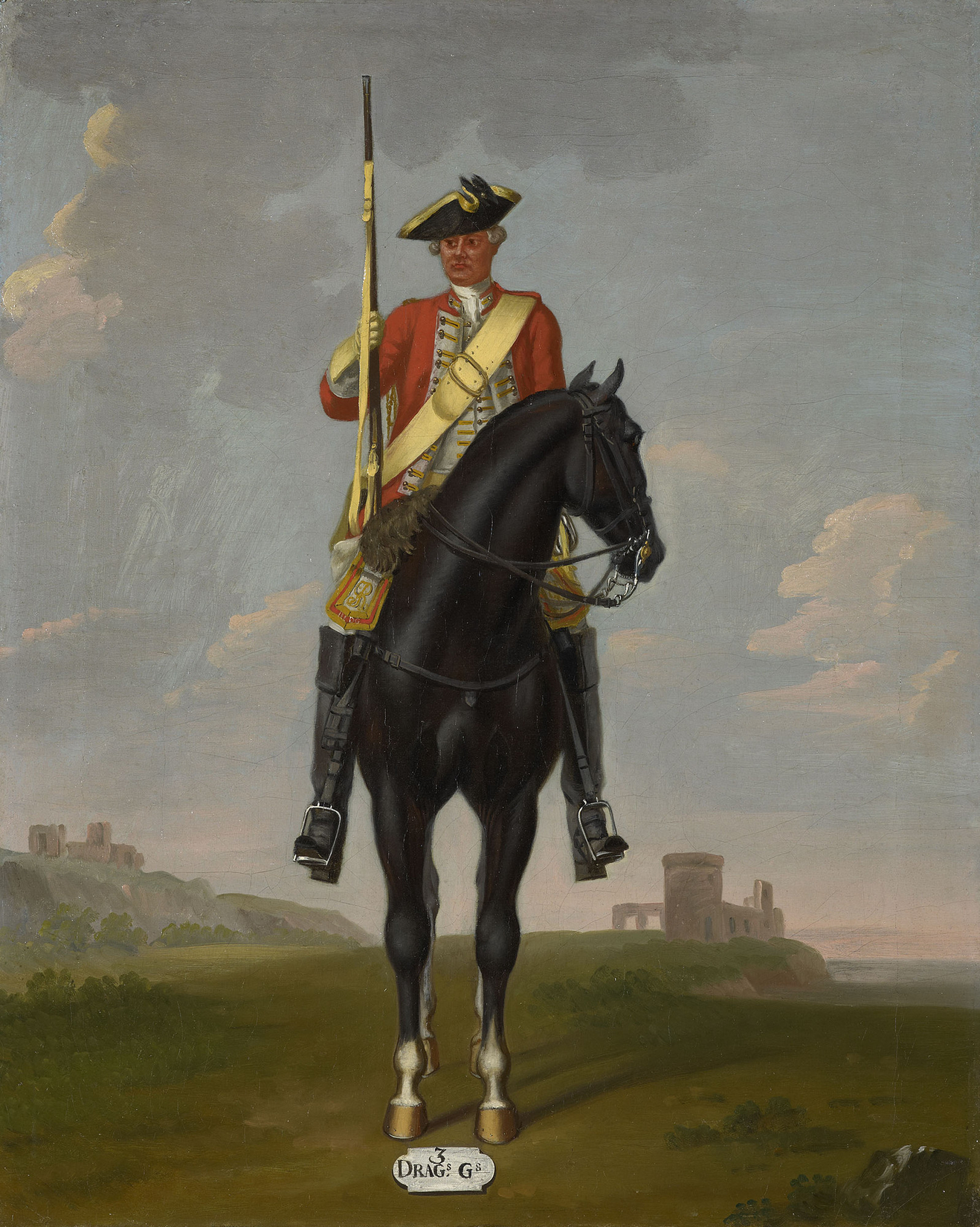
Soldat der 3rd Dragoon Guards, 1751

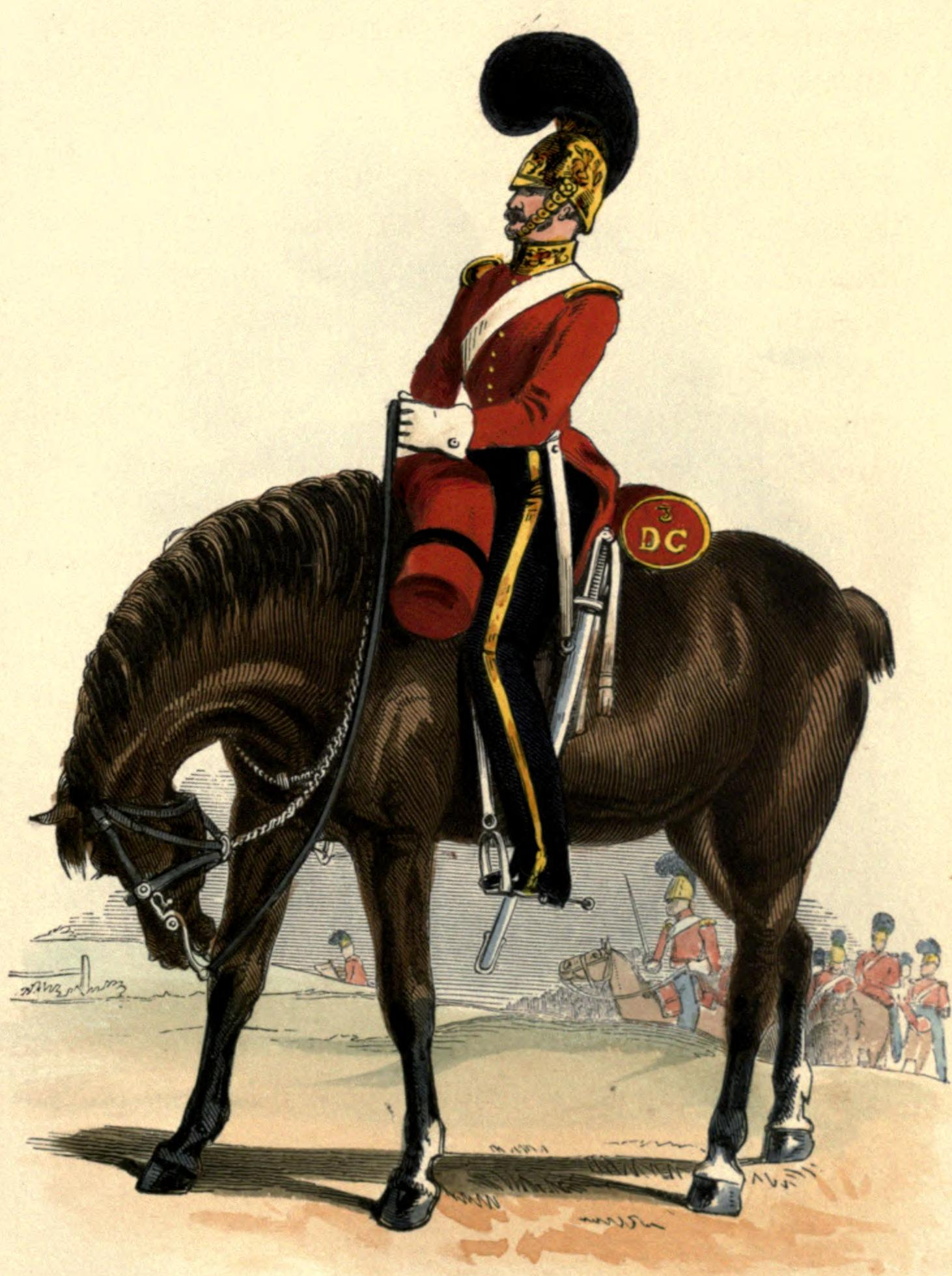
Soldat der 3rd Dragoon Guards, 1838

Das Regiment wurde am 15. Juli 1685 gegründet, um für König Jakob II. gegen die Monmouth Rebellion zu kämpfen. Das Regiment wurde Zusammenlegung von sechs Troops Kürassieren geschaffen, die früher im selben Jahr in Worcestershire, Oxfordshire, St. Albans, Bedfordshire, Huntingdon und Dorking aufgestellt worden waren. Erster Colonel des Regiments war Thomas Hickman-Windsor, 1. Earl of Plymouth. Wie damals üblich wurde das Regiment bis 1751 nach dem jeweiligen Colonel benannt und hieß entsprechend zunächst Earl of Plymouth’s Regiment of Horse und unter den nachfolgenden Colonels entsprechend Fenwick’s Regiment of Horse, Savage’s Regiment of Horse, Lord Berkeley’s Regiment of Horse etc. Nach seinem protokollarischen Rang war das Regiment zunächst als 4th Regiment of Horse nummeriert. Am 25. Dezember 1746 wurde das Regiment zum von Schwerer Kavallerie (Regiment of Horse) zu Dragonern (Regiment of Dragoon Guards) umklassifiert, um den Sold kürzen zu können, ohne dass das Regiment dadurch zur Garde gezählt wurde. Das Regiment wurde dabei als 3rd Regiment of Dragoon Guards umnummeriert und erhielt diesen Regimentsnamen, als am 1. Juli 1751 eine einheitliche Nummerierung der Regimenter der British Army eingeführt wurde. 1765 wurde der Regimentsname zu Ehren des späteren Königs Georg IV. zu 3rd (Prince of Wales’s) Dragoon Guards geändert und am 1. Januar 1921 zu 3rd Dragoon Guards (Prince of Wales’s) umgestellt.
Am 24. Oktober 1922 wurde das Regiment mit dem Regiment der 6th Dragoon Guards (Carabiniers) zu den 3rd/6th Dragoon Guards verschmolzen, die 1928 zu 3rd Carabiniers (Prince of Wales’s Dragoon Guards) umbenannt und 1971 mit den Royal Scots Greys (2nd Dragoons) zu den Royal Scots Dragoon Guards (Carabiniers and Greys) verschmolzen wurden. Die Royal Scots Dragoon Guards führen die Tradition der 3rd Dragoon Guards bis heute weiter.

## Regimental Colonels
Colonel of the Regiment waren:
- 1685–1687: Colonel Thomas Hickman-Windsor, 1. Earl of Plymouth
- 1687–1688: Major-General Sir John Fenwick, 3. Baronet
- 1688–1693: General Richard Savage, 4. Earl Rivers
- 1693: Colonel John Berkeley, 3. Baron Berkeley of Stratton
- 1693–1712: Lieutenant-General Cornelius Wood
- 1712–1717: Lieutenant-General Thomas Windsor, 1. Viscount Windsor
- 1717–1748: Field Marshal George Wade
- 1748–1765: General Sir Charles Howard
- 1765–1782: General Lord Robert Manners
- 1782–1785: General Philip Honywood
- 1785–1792: Lieutenant-General Richard Burton Phillipson
- 1792–1804: General Sir William Fawcett
- 1804–1825: General Richard Vyse
- 1825–1831: General Sir William Payne-Gallwey, 1. Baronet
- 1831–1839: General Samuel Hawker
- 1839–1842: Lieutenant-General Sir James Charles Dalbiac
- 1842–1847: Lieutenant-General Francis Newbery
- 1847–1851: General Charles Cathcart, 2. Earl Cathcart
- 1851–1859: Lieutenant-General James Claud Bourchier
- 1859–1866: General Sir John Scott
- 1866–1883: General Robert Richardson Robertson
- 1883–1891: General Sir William Henry Seymour
- 1891–1903: Lieutenant-General Conyers Tower
- 1903–1905: Major-General Andrew Smythe Montague Browne
- 1905–1907: Major-General George Salis-Schwabe
- 1907–1920: Major-General Hon. Sir Reginald Talbot
- 1920–1922: Major-General Sir Nevill Maskelyne Smyth

## Battle Honours
Dem Regiment wurden folgende Battle Honours verliehen (englische Originalbezeichnungen):
- Vor 1914: Blenheim, Ramillies, Oudenarde, Malplaquet, Warburg, Beaumont, Willems, Talavera, Albuhera, Vittoria, Peninsula, Abyssinia, South Africa 1901–02.
- Erster Weltkrieg: Ypres 1914 ’15, Nonne Bosschen, Frezenberg, Loos, Arras 1917, Scarpe 1917, Somme 1918, St. Quentin, Avre, Amiens, Hindenburg Line, Beaurevoir, Cambrai 1918, Pursuit to Mons, France and Flanders 1914–18.